# Georges Méliès
Georges Méliès, cujo nome de batismo é Marie Georges Jean Méliès (Paris, 8 de dezembro de 1861 – Paris, 21 de janeiro de 1938) foi um ilusionista e cineasta francês famoso por liderar muitos desenvolvimentos técnicos e narrativos no alvorecer do cinema.
Méliès, um inovador prolífico no uso de efeitos especiais, popularizou técnicas como o stop-motion e foi um dos primeiros cineastas a usar exposições múltiplas, a câmera rápida, as dissoluções de imagem e o filme colorido. Ele também foi um pioneiro no uso de storyboards. Graças à sua capacidade de manipular e transformar a realidade através da cinematografia, Méliès é lembrado como um "mágico de cinema".
Dois de seus filmes mais famosos, Le voyage dans la Lune (1902) e Voyage à travers l'impossible (1904), narram jornadas estranhas, surrealistas e fantásticas inspiradas em Júlio Verne e são considerados um dos filmes mais importantes e influentes do cinema de ficção científica. Méliès também foi um pioneiro dos filmes de terror com o seu primeiro filme Le Manoir du Diable (1896).

## Biografia

### Início
Ele nasceu em 8 de dezembro de 1861 em sua casa Saint-Martin, em Paris. Diretor de teatro e ator, seu pai era um conhecido empresário de calçados em Paris. De pequeno mostrou interesse e habilidade no desenho. Durante a sua estada no Reino Unido e por causa da sua falta de fluência com a língua impedia de compreender as peças, ele entrou em contato com o mundo do ilusionismo para atender o Egyptian Hall, um teatro de variedades dirigido pelo famoso mágico John Nevil Maskelyne.
Mais tarde, ele volta a Paris e, apesar de suas intenções de ingressar na Escola de Belas Artes, é obrigado por sua família a participar do negócio de calçados. Ele foi responsável pelo reparo e aprimoramento tecnológico desta indústria, mostrando as habilidades mecânicas que mais tarde seriam tão úteis. Quando seu pai deixou o negócio, Méliès recusou-se a continuar, usando sua parte do elenco para comprar em 1888 o teatro "Robert Houdin", do qual ele era um visitante frequente.

### Teatro
Com a incessante capacidade de trabalho que caracterizou sua vida, entre os anos de 1889 e 1890, ele combinou seu trabalho como diretor de teatro com o de repórter e desenhista no jornal satírico La Griffe, onde seu primo Adolphe era o editor-chefe. Durante os anos seguintes, os espetáculos ilusionistas eram encenados no teatro, cujos conjuntos, truques e maquinário foram criados principalmente pelo próprio Méliès.

### Cinema
Quando, em 28 de dezembro de 1895, Méliès foi convidado pelos Irmãos Lumière para a primeira apresentação cinematográfica, Méliès está impressionado e sua mente inesgotável, que está sempre planejando ideias, faz com que ele lance uma oferta para comprar o cinematógrafo. Os Irmãos Lumière recusam, pois para eles, o cinematógrafo deveria ser utilizado para fins científicos. Diante da recusa, o ilusionista acaba comprando o dispositivo de outro inventor, Robert William Paul, e em abril de 1896 já está fazendo projeções em seu teatro. Seu desejo de criar seus próprios filmes o levou a transformar a engenhoca de Paul em uma câmera com a qual ele gravou seu primeiro filme, Card Game.
Em 5 de abril de 1896, ele exibiu os primeiros filmes em seu teatro Robert Houdin; Eram pequenas cenas ao ar livre, documentários semelhantes aos dos irmãos Lumière. Seu estilo evoluiu rapidamente, procurando criar filmes semelhantes aos seus shows ilusionistas.
É pioneiro na utilização da substituição do elemento truque pela câmera estacionário, e assim foi a exposição de múltiplo negativo (double overprint). Ele investiu uma grande quantia de dinheiro para a criação do que foi considerado o primeiro estúdio de cinema, no qual sistemas mecânicos eram usados para esconder áreas ao sol, alçapões e outros mecanismos de montagem.

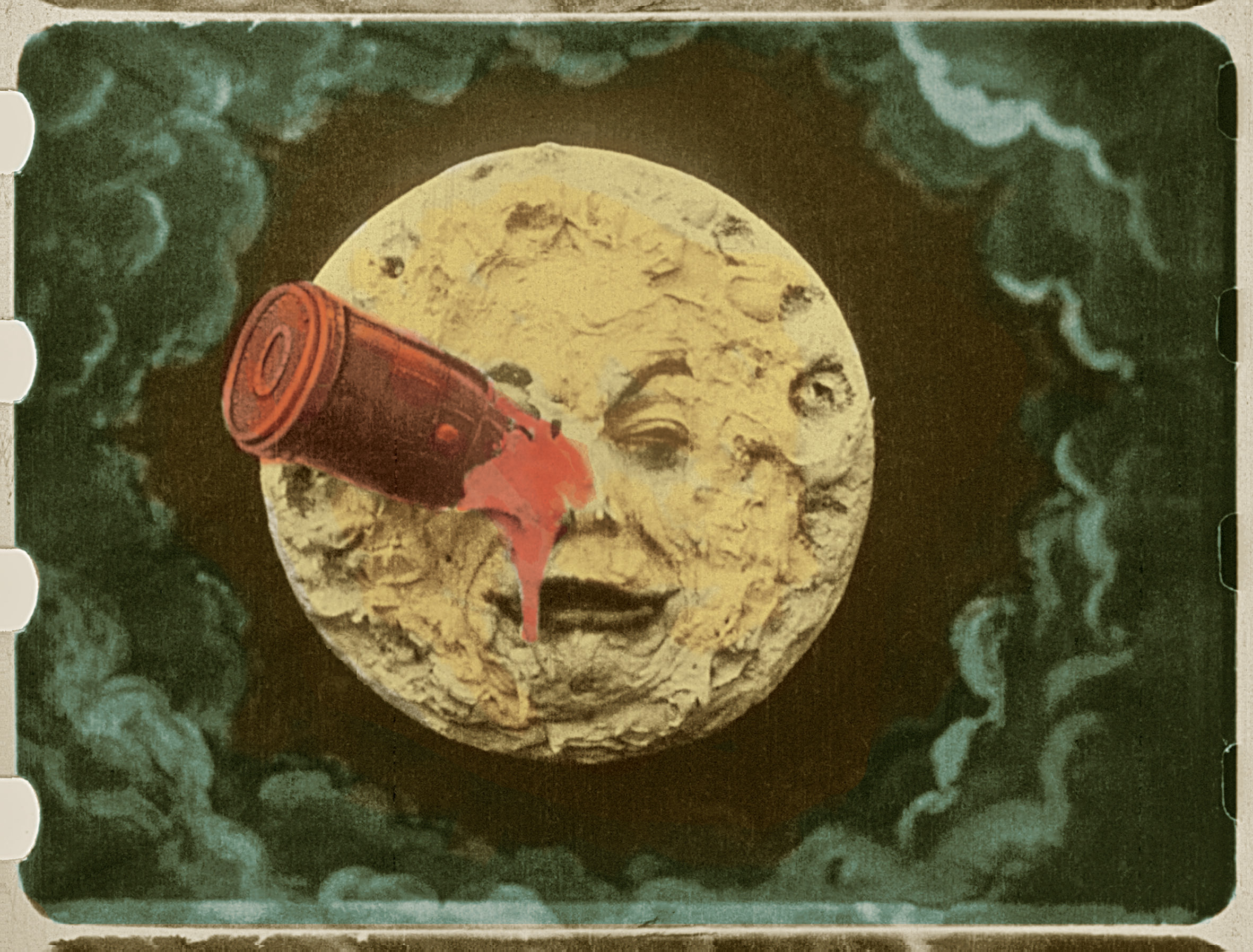
A icônica cena de Le voyage dans la Lune, do único frame (quadro) colorido sobrevivente do filme.

Em 1902, ele criou o que é considerado seu trabalho capital, Le voyage dans la Lune. Nele, a evolução de continuidade narrativa cinematográfica dá um passo gigante na montagem da sequência do canhão que leva astrônomos à Lua e, em seguida, o canhão aterrissa no "olho" da Lua.
Méliès tentou comercialmente distribuir Le voyage dans la Lune nos Estados Unidos. Técnicos que trabalharam para Thomas Alva Edison conseguiram fazer cópias do filme e distribuí-los pela América do Norte. Embora tenha sido um sucesso, Méliès nunca recebeu dinheiro por sua exploração. Criador de cerca de quinhentos filmes, a transformação gradual da indústria (monopolizado por Edison nos Estados Unidos e Pathé na França), juntamente com a chegada da Primeira Guerra Mundial afetou seu negócio, que estava em declínio, sem remédio. Os negativos de seus filmes foram derretidos por um credor, uma vez que continham prata. Em 1913, ele se retirou de todo o contato com o cinema.
Também realizou, em 1902, o curta-metragem A Catástrofe do Balão "Le Pax", em homenagem ao aeronauta brasileiro Augusto Severo de Albuquerque Maranhão e ao mecânico Georges Saché, mortos no acidente com o dirigível Pax, naquele mesmo ano.

### Declínio

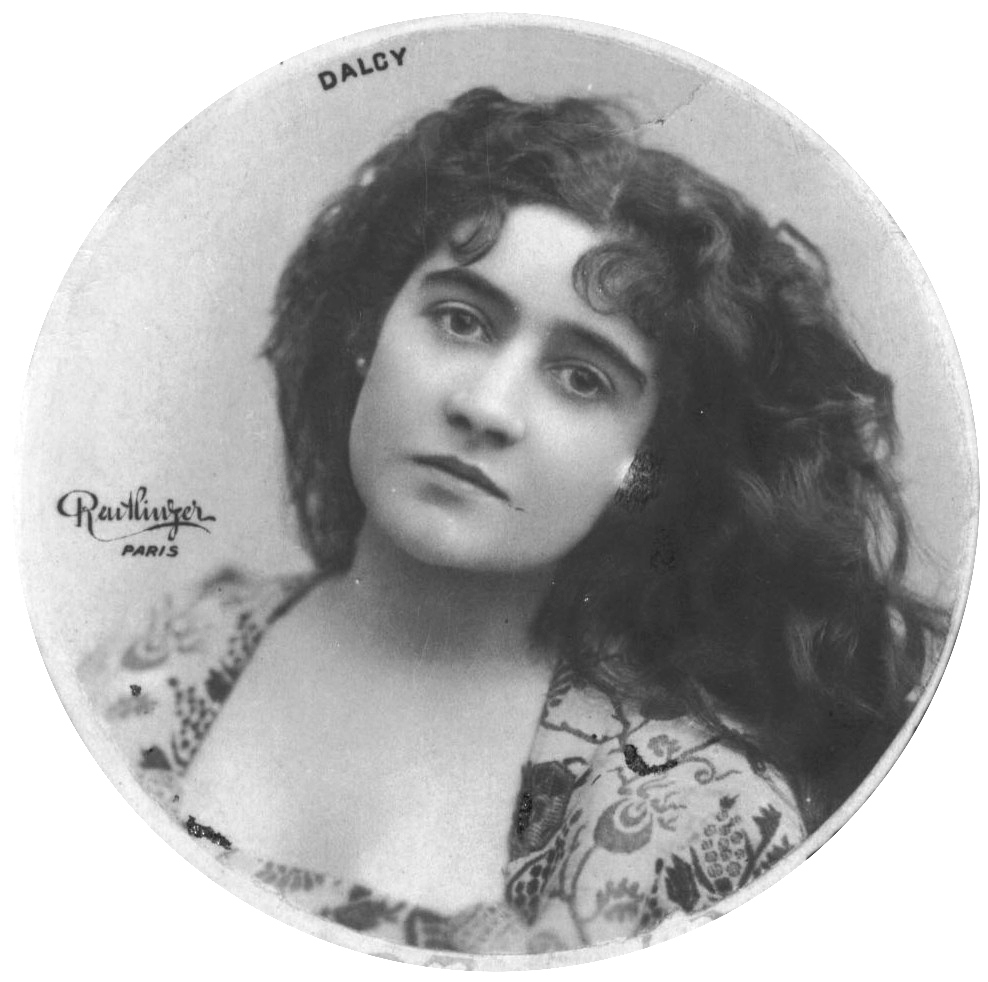
Jeanne d'Alcy.

De 1915 a 1923, Méliès montou, com a ajuda de sua família, inúmeros shows em um de seus dois estúdios de cinema transformados em um teatro. Em 1923, atormentado por dívidas, ele teve que vender propriedades e sair de Montreuil.
Em 1925, ele se reuniu com uma de suas principais atrizes, Jeanne d'Alcy, que, em seguida, fizeram um quiosque de brinquedos e guloseimas na estação Montparnasse. Méliès casou com ela e eles começaram a administrar a loja juntos. Lá ele seria reconhecido mais tarde por Léon Druhot, diretor do Ciné-Journal, que o resgatou do esquecimento. Desde 1925, seu trabalho foi redescoberto pelo cinema francês avant-garde, especialmente pelos surrealistas, a ponto de Méliès ser premiado com a Legião de Honra em 1931 por toda a sua carreira.
Em 1932, a Sociedade de Cinema arranjou um lugar para Méliès no La Maison du Retraite du Cinéma, a casa de repouso da indústria cinematográfica em Orly, onde viveu o resto de seus dias com sua esposa Jeanne d'Alcy e sua neta Madeleine. Méliès morreu no Hospital Léopold Bellan em Paris, vítima de câncer, e seu corpo está sepultado no Cemitério de Père-Lachaise.
Pouco antes da morte de Méliès em 1938, Henri Langlois, criador da Cinemateca Francesa, recuperou e restaurou parte de seus filmes. Georges Méliès foi o grande criador do cinema de show e fantasia, dando o passo em direção à criação de uma linguagem de ficção para o cinema que faltava ao cinema de Lumière. Desde 1946, o Méliès d'or (prêmio Méliès) premia anualmente o reconhecimento do melhor filme francês.